# Östlig paradisänka
Östlig paradisänka (Vidua paradisaea) är en afrikansk fågel i familjen änkor inom ordningen tättingar. Fågeln är en boparasit specialiserad på melbaastrilden.

## Kännetecken

### Utseende
Hane östlig paradisänka i häckningsdräkt är en uppseendeväckande fågel med extremt långa, spektakulära, avsmalnande stjärtfjädrar. Den är svart ovan, guldgul till kastanjebrun på kinder och bröst samt gulbeige till smutsvit på resten av undersidan. Hona och hane utanför häckningstid är mycket mer anspråkslöst mellanbrun med svartbrun streckning på ovansida och bröst. Huvudteckningen är dock pregnant: svart hjässa med beigefärgat centralt hjässband, tydligt vitt ögonbrynssstreck och svart ögonstreck som förlängs till två halvmånar, en bakom ögat och en kring örontäckarna. Kroppslängden är 13-14 cm, exklusive den 36-39 långa stjärten hos häckande hanen.

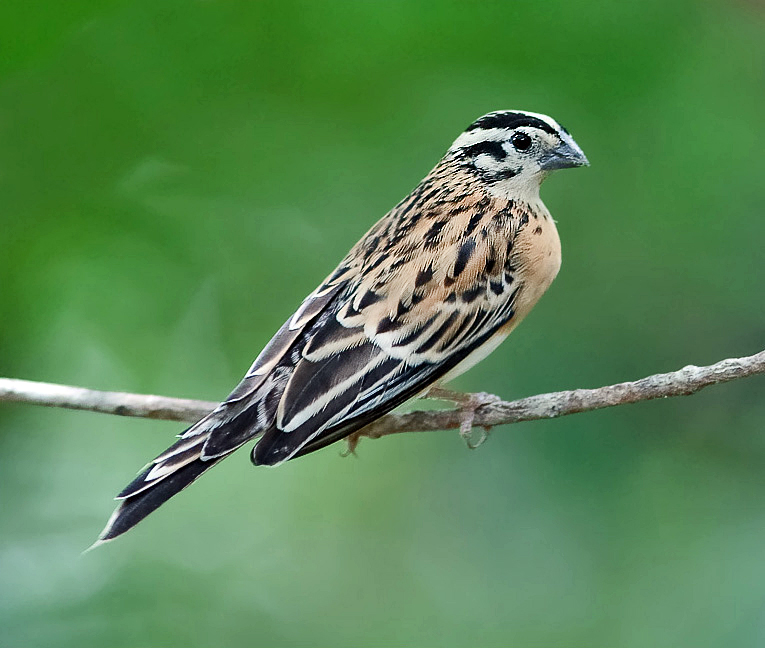
Hona östlig paradisänka.

### Läten
Lätet är ett vasst "chip-chip". Den härmar även melbaastrildens tjattrande och högljudda visslingar.

## Utbredning och systematik
Östlig paradisänka förekommer från sydöstra Sudan, Etiopien och Somalia söderut till nordöstra Sydafrika; den hittas även västerut tvärs över södra Afrika till Angola och norra Namibia. Fågeln är införd av människan till Japan där den etablerat en frilevande population på centrala Honshu. Den behandlas som monotypisk, det vill säga att den inte delas in i några underarter.

## Levnadssätt
Östlig paradisänka hittas i både skogssavann och akaciesavann. Den livnär sig av små gräsfrön som den hittar på bar mark, utmed vägar och stigar och intill gamla gärdsgårdar. Liksom andra änkor är den en boparasit, just denna art specialiserad på melbaastrilden. Hane östlig paradisänka härmar melbaastrildens sång. Dess ungar är större och mer högljudda än värdfågelns ungar, vilket gör att de på så sätt får mer uppmärksamhet. Fågeln häckar mellan maj och juni i Etiopien, medan hanar i häckningsdräkt ses mellan maj och augusti i Kenya, under blötare år in i oktober.

## Status och hot
Arten har ett stort utbredningsområde och en stor population med stabil utveckling och tros inte vara utsatt för något substantiellt hot. Utifrån dessa kriterier kategoriserar internationella naturvårdsunionen IUCN arten som livskraftig (LC). Världspopulationen har inte uppskattats.

## Namn
Fågeln har på svenska även kallats vanlig paradisänka.